# Yazmeen Acikgoez-Baker
Yazmeen Acikgoez-Baker (* 27. April 1979 in Göttingen) ist eine deutsche Schauspielerin.

## Leben
Yazmeen Acikgoez-Baker wuchs in Niedersachsen auf. Sie studierte Schauspiel an der Alanus Hochschule für Kunst und Gesellschaft in Alfter bei Bonn. Zum Abschluss des Studiums inszenierte sie das eigene Stück Kassandra nach der Erzählung von Christa Wolf. Einige Jahre lebte sie in Auckland, wo sie als Schauspielerin arbeitete und sich fortbildete. Sie wirkte an mehreren australischen und neuseeländischen Produktionen sowie Produktionen aus den USA und Indien mit. So spielte sie 2006 in der US-Serie Power Rangers Jungle Fury eine weibliche Nebenrolle.
Seit 2006 spielte sie Rollen in mehreren Kurzfilmen. In dem Kurzfilm Ghosthunter (2011) führte sie zusammen mit Nils Daub auch Regie. 2008 spielte sie die Rolle der Tara im Film Love Has No Language von Ken Khan. Als Sprecherin war sie 2011 für die Folge Ehrbare Töchter des Radio-Tatort des WDR tätig.
Yazmeen Acikgoez-Baker spielt auch im Theater. So wirkte sie 2011 im Theater Bonn und im Theater Konstanz in Kasimir und Karoline von Ödön von Horváth unter der Regie von René Harder mit.
2012 hatte sie eine Gastrolle in Alarm für Cobra 11 – Die Autobahnpolizei. In Die Schulermittler verkörperte sie in den Staffeln 5 und 6 die Rolle der Schulsozialarbeiterin Selma Jung. 2014 übernahm sie neben Mark Dacascos eine Hauptrolle im Film Ultimate Justice. Ab September 2016 spielt sie in der türkischen Fernsehserie Kertenkele die Rolle der Ateş. 2016 spielte Baker die weibliche Hauptrolle in dem Kurzfilm The Wall – Die Mauer.
Seit der 3. Staffel verkörpert sie die Rolle der „Julia“ in der türkischen Serie „Kurulus Osman“.

## Filmografie
- 2008: Love Has No Language
- 2008: Kiss Me Deadly
- 2012: Alarm für Cobra 11 – Die Autobahnpolizei (Fernsehserie, eine Episode)
- 2012–2013: Die Schulermittler (Fernsehserie, zwei Staffeln)
- 2015: Knallerfrauen (Fernsehserie, eine Episode)
- 2015: Ultimate Justice (mit Mark Dacascos und Matthias Hues)
- 2016: The Wall – Die Mauer, Kurzfilm
- 2016: Kertenkele (Fernsehserie)
- 2018: Troop Leader (Kurzfilm)
- 2021: Kuruluş Osman (Fernsehserie)